# S-A1
- 상세

현대자동차가 CES 2020에서 공개한 하늘을 나는 자가용으로 우버와 함께 개발한 PAV(개인비행체)이다. 전기 추진 방식의 수직이착륙 기능을 탑재했고 조종사 1명과 좌석 4석으로 총 5명이 탈 수 있다. 최고 속도 290km/h고 최대 약 100km를 비행할 수 있다. 
- 현황

2022년 4월 영국 코번트리에 UAM 수직 이착륙장(버티포트) ‘에어원’을 세웠다. 세계 최초 건립된 UAM용 수직이착륙장으로 수직이착륙기와 승객용 항공 택시, 물류용 드론 등이 이착륙할 수 있도록 설계됐다고 한다. 

## 같이 보기
- 현대자동차그룹
- 도심항공교통
- 슈퍼널
- S-A2
- AAM